# Asian Rugby Championship 1998
El Asian Rugby Championship  de 1998 fue la 16.ª edición del principal torneo asiático de rugby.
Fue parte del proceso clasificatorio a la Copa Mundial de Rugby, el campeón, el seleccionado de Japón, clasificó a Australia 1999, mientras que el subcampeón clasificó al Repechaje.

## Equipos participantes
- Selección de rugby de Corea del Sur
- Selección de rugby de Hong Kong (Dragones)
- Selección de rugby de Japón (Brave Blossoms)
- Selección de rugby de Taiwán

## Posiciones
| Pos. | Equipo        | Encuentros | Encuentros | Encuentros | Encuentros | Tantos  | Tantos    | Tantos     | Puntos Totales |
| Pos. | Equipo        | jugados    | ganados    | empatados  | perdidos   | a favor | en contra | diferencia | Puntos Totales |
| ---- | ------------- | ---------- | ---------- | ---------- | ---------- | ------- | --------- | ---------- | -------------- |
| 1    | Japón         | 3          | 3          | 0          | 0          | 221     | 25        | 196        | 6              |
| 2    | Corea del Sur | 3          | 1          | 0          | 2          | 104     | 81        | 23         | 2              |
| 3    | Hong Kong     | 3          | 1          | 0          | 2          | 39      | 88        | -49        | 2              |
| 4    | Taiwán        | 3          | 1          | 0          | 2          | 57      | 227       | -170       | 2              |

Nota: Se otorgan 2 puntos al equipo que gane un partido, 1 al que empate y 0 al que pierda

## Resultados
| 24 de octubre | Japón | 40 - 12 | Corea del Sur |  |  |

| 24 de octubre | Hong Kong | 12 - 30 | Taiwán |  |  |

| 27 de octubre | Japón | 134 - 6 | Taiwán |  |  |

| 27 de octubre | Hong Kong | 20 - 11 | Corea del Sur |  |  |

| 31 de octubre | Corea del Sur | 81 - 21 | Taiwán |  |  |

| 31 de octubre | Japón | 47 - 7 | Hong Kong |  |  |

| Bandera de Japón |
| Campeón Japón    |
| Duodécimo título |